# Gymnoscopelus
A Gymnoscopelus a sugarasúszójú halak (Actinopterygii) osztályának Myctophiformes rendjébe, ezen belül a gyöngyöshalfélék (Myctophidae) családjába tartozó nem.

## Rendszerezés
A nembe az alábbi 8 faj tartozik:
- Gymnoscopelus bolini Andriashev, 1962
- Gymnoscopelus braueri (Lönnberg, 1905)
- Gymnoscopelus fraseri (Fraser-Brunner, 1931)
- Gymnoscopelus hintonoides Hulley, 1981
- Gymnoscopelus microlampas Hulley, 1981
- Gymnoscopelus nicholsi (Gilbert, 1911)
- Gymnoscopelus opisthopterus Fraser-Brunner, 1949
- Gymnoscopelus piabilis (Whitley, 1931)